# Алое и чёрное
«Алое и чёрное» (англ. The Scarlet and the Black) — американо-британская драма Джерри Лондона, основанная на реальных событиях. Сценарий написал Дэвид Батлер, а снял Джузеппе Ротунно.
Премьера фильма состоялась 2 февраля 1983 года.

## Сюжет
«Алое и чёрное» — фильм, основанный на истории жизни реальных людей.
На всём протяжении Второй мировой войны ситуация в Риме оставалась крайне напряжённой.
Город не был ареной насилия и кровавых схваток — в нём разворачивалось другое, более глубокое и значимое духовное противостояние.
Наиболее значимым является то, что все эти люди действительно существовали.
В фильме рассказываются малоизвестные факты о жизни Ватикана в период оккупации Рима нацистами. Герой Грегори Пека (отец Хью О’Флаэрти), посвятивший себя укрыванию вырвавшихся из нацистского плена солдат, проявляет чудеса твёрдости и изобретательности. Он идёт против молчаливого запрета самого Папы Пия XII, делая то, что считает должным и правильным. Ему противостоит не менее сильная личность, полковник СС Герберт Каплер (актёр Кристофер Пламмер), который железной рукой устанавливает в Риме свой порядок и пресекает любое сопротивление.
Их борьба — скрытая и явная, становится основной темой сюжета, и неизвестно, кто выйдет победителем из этой схватки разума и воли. Что окажется сильнее — самоотверженность и непоколебимая вера католического священника или холодная жестокость и железный кулак Гестапо?

## В ролях
- Грегори Пек — монсеньор Хью О’Флаэрти
- Кристофер Пламмер — полковник Герберт Капплер
- Джон Гилгуд — папа Пий XII
- Кеннет Колли — капитан Хирш
- Уолтер Готелл — генерал Макс Хельм (персонаж основан на биографии Карла Вольфа)
- Барбара Буше — Мина Капплер
- Джулиан Холлоуэй — Альфред Уэст
- Анджело Инфанти — отец Морозини
- Ольга Карлатос — Франческа Ломбардо